# 자비아 워드
자비아 워드(Zhavia Ward, 2001년 3월 6일 ~ )는 미국의 싱어송라이터이며, 짧게 자비아(Zhavia)라고도 불린다. 폭스사 음악 경연 프로그램 《더 포: 배틀 포 스타덤》에 출연하면서 이름을 알렸으며 최종 4인 안에 들었다.

## 음반 목록

### EP
- 17 (2019)